# Подова
Подова (словен. Podova) — поселення в общині Раче-Фрам‎, Подравський регіон‎, Словенія.